# 愛してる、愛してない...
『愛してる、愛してない...』（原題：À la folie... pas du tout）は、フランスの映画。

## あらすじ
美術学校の生徒アンジェリクは、妻のいる心臓外科医ロイックと恋人同士だった。アンジェリクは彼にバラの花を送ったり、彼の隣人の家に留守番として住み込むなどして、彼に近づくことができた。だが、夫妻が離婚のために訪れた裁判所で寄り添っているところをアンジェリクは目撃した。

## キャスト
| 役名         | 俳優                   | 日本語吹替 |
| ------------ | ---------------------- | ---------- |
| アンジェリク | オドレイ・トトゥ       | 小林さやか |
| ロイック     | サミュエル・ル・ビアン | 青山穣     |
| ダヴィッド   | クレマン・シボニー     | 小野塚貴志 |
| ラシェル     | イザベル・カレ         | よのひかり |
| エロイーズ   | ソフィー・ギルマン     | 甲斐田裕子 |

- その他の声の吹き替え：石井隆夫／前田ゆきえ／上田陽司／新垣樽助／一木美名子／魚建／小谷津央典／小田切こずえ／戸川絵美／田村聖子／赤城進／船木真人